# Jan Hřebejk
Pour le joueur de hockey sur glace tchèque, voir Štěpán Hřebejk.
Jan Hřebejk (né le 27 juin 1967 à Prague) est un réalisateur tchèque.

## Filmographie

### Comme réalisateur
- 1993 : Šakalí léta
- 1999 : Pelíšky
- 2000 : Musíme si pomáhat
- 2003 : Pupendo
- 2004 : Horem pádem
- 2006 : Kráska v nesnázích
- 2007 : Medvídek
- 2008 : U mě dobrý
- 2014 : Zakázané uvolnení
- 2016 : Leçon de classes (Učitelka)
- 2020 : Vétéran